# Caxixi
Il caxixi è uno strumento musicale idiofono a percussione indiretta di origine africana poi diffusosi in Brasile, dove in particolare viene utilizzato per accompagnare il suono del berimbau nella capoeira. Per il suo suono vivace, il caxixi veniva originariamente usato per richiamare la presenza degli spiriti buoni e per spaventare e mandare lontano quelli malvagi.

## Descrizione
Consiste in un piccolo cestino di vimini finemente intrecciato che si tiene sorretto con una mano infilando due dita nel semicerchio che si trova nell'estremità superiore. All'interno vi sono semi o conchiglie che col movimento generano il suono. La base è generalmente costituita da zucca essiccata. A seconda di dove i semi colpiscono il caxixi, i vimini o la base di zucca, il caxixi genera un suono distinto: orientando il caxixi solo sul lato dei vimini, produce un suono simile a quello di uno shaker ma più caldo; colpendo invece con i semi il lato della zucca, si ottiene un suono più secco e più alto di volume.
Oltre che nella capoeira, il caxixi in Brasile ha trovato un vasto uso anche come accompagnamento per diversi stili musicali tradizionali e moderni. Troviamo infatti diversi tipi di caxixi giganti e doppi, poiché cambiando la dimensione del caxixi, cambia anche la timbrica e l'estensione. Suonati in due alla volta, uno per mano, con i caxixi si possono costruire anche figure ritmiche complesse.
Nel 2013 il caxixi è stato utilizzato come base per la creazione dello "strumento ufficiale" dei mondiali di calcio Brasile 2014, la "caxirola", nome derivato dalla confluenza tra il caxixi e la "castanhola" (le nacchere). Lo strumento è stato presentato dal musicista Carlinhos Brown.